# 常葉大学短期大学部
常葉大学短期大学部（とこはだいがくたんきだいがくぶ、英語: Tokoha University Junior College）は、静岡県静岡市駿河区弥生町6-1に本部を置く日本の私立大学。1946年創立、1966年大学設置。大学の略称は常葉短大。

## 概要

### 大学全体
- 静岡県静岡市駿河区と葵区内に所在する日本の私立短期大学で、設置主体は学校法人常葉大学[1]。
- 1966年に常葉女子短期大学として開学。学科体制は現在3学科[注 5]。専攻科には2専攻[注 6]がある。かつては菊川市に美術・デザイン科のキャンパスがあった。　県内では「トコタン」と呼ばれている。

### 建学の精神（校訓・理念・学是）
- 常葉大学短期大学部の教育理念：万葉集の歌にある「橘は実さへ花さへその葉さへ枝に霜ふれどいや常葉の樹」を教育理念とされている。常葉大学の由来ともなっている。
- 常葉大学短期大学部における建学の精神：「順境に奢らず、逆境にめげず、常に良き自己実現のために、生涯にわたって真摯な努力を続ける」こととしている。

### 教育および研究
- 常葉大学短期大学部には、附属幼稚園がある。音楽科においては例年、「モスクワ国立音楽院&常葉学園短期大学教授によるセミナー」が行われている。また、教養教育科目では「英語圏の文化・言葉」ほか中国・フランス・ドイツ・イタリア・ブラジルの各国の「文化・言葉」を学ぶ科目もある。
- 常葉大学と合同キャンパスとなっている。

## 沿革
- 1946年
  - 6月8日 静岡女子高等学院が創立する[2]。
- 1966年
  - 1月25日 左記を以て文部省[注 7]より短期大学の設置が認可される[注 8]。
  - 4月1日 常葉女子短期大学（とこはじょしたんきだいがく、英語:Tokoha Women's Junior College[注釈 1]）が以下の学科体制にて開学[注 9]。
    - 国文科[注釈 2]
    - 保育科[注釈 2]

  - 5月1日 学生数[7]/定員
    - 国文科 18[注釈 3]/50
    - 保育科 86[注釈 3]/50
- 1967年
  - 5月1日 学生数[8]/定員
    - 国文科 38[注釈 3]/100
    - 保育科 242[注釈 3]/100
- 1968年
  - 4月1日 以下の学科を増設する[注 10]。
    - 音楽科 入学定員50名[注 11]

  - 5月1日 学生数[12]/定員
    - 国文科 55[注釈 3]/100
    - 保育科 328[注釈 3]/100
    - 音楽科 50[注釈 3]/50
- 1970年
  - 1月13日 専攻科の設置が認められ、以下の課程を置く[13]。
    - 保育専攻[注釈 4]
    - 音楽専攻[注釈 4]

  - 5月1日 学生数[15]/定員
    - 国文科 86[注釈 3]/100
    - 保育科 363[注釈 3]/100
    - 音楽科 110[注釈 3]/100
- 1971年
  - 4月1日 保育科の入学定員を50→100に増員[注 12]。
  - 5月1日 学生数[20]/定員
    - 国文科 96[注釈 3]/100
    - 保育科 337[注釈 3]/150
    - 音楽科 124[注釈 3]/100
- 1972年
  - 4月1日 以下の学科を増設する[注 13]。
    - 英文科[注釈 5]
    - 美術・デザイン科[注釈 5]

  - 5月1日 学生数[注 14]/定員
    - 国文科 124[注釈 3]/100
    - 保育科 369[注釈 3]/200
    - 音楽科 150[注釈 3]/100
    - 英文科 23[注釈 3]/50
    - 美術・デザイン科 27[注釈 3]/50
- 1973年
  - 5月1日 学生数[25]/定員
    - 国文科 145[注釈 3]/100
    - 保育科 457[注釈 3]/200
    - 音楽科 152[注釈 3]/100
    - 英文科 53[注釈 3]/100
    - 美術・デザイン科 66[注釈 3]/100
- 1976年
  - 4月1日 以下、入学定員増あり[注 15]。
    - 国文科 50→100
    - 保育科 100→200

  - 5月1日 学生数[29]/定員
    - 国文科 316[注釈 3]/150
    - 保育科 605[注釈 3]/300
    - 音楽科 143[注釈 3]/100
    - 英文科 137[注釈 3]/100
    - 美術・デザイン科 90[注釈 3]/100
- 1977年
  - 5月1日 学生数[30]/定員
    - 国文科 364[注釈 3]/200
    - 保育科 622[注釈 3]/400
    - 音楽科 143[注釈 3]/100
    - 英文科 148[注釈 3]/100
    - 美術・デザイン科 91[注釈 3]/100
- 1978年
  - 4月1日 常葉学園短期大学と改称。美術・デザイン科のみ男子学生を募集[31]。
  - 5月1日 学生数[32]/定員
    - 国文科 410[注釈 3]/200
    - 保育科 613[注釈 3]/400
    - 音楽科 166[注釈 3]/100
    - 英文科 189[注釈 3]/100
    - 美術・デザイン科 96[注釈 3]/100
- 1979年
  - 5月1日 学生数[注 16]/定員
    - 国文科 407[注釈 3]/200
    - 保育科 609[注釈 3]/400
    - 音楽科 174[注釈 3]/100
    - 英文科 204[注釈 3]/100
    - 美術・デザイン科 111[注 17]/100
- 1981年
  - 4月1日 以下、定員増あり[注 18]
    - 国文科 100→160[注釈 6]
    - 英文科 50→80[注釈 6]

  - 5月1日 学生数[38]/定員
    - 国文科 375[注釈 3]/260
    - 保育科 573[注釈 3]/400
    - 音楽科 145[注釈 3]/100
    - 英文科 188[注釈 3]/130
    - 美術・デザイン科 119[注 19]/100
- 1982年
  - 5月1日 学生数[39]/定員
    - 国文科 391[注釈 3]/320
    - 保育科 555[注釈 3]/400
    - 音楽科 148[注釈 3]/100
    - 英文科 193[注釈 3]/160
    - 美術・デザイン科 121[注 20]/100
- 1985年
  - 5月1日 学生数[40]/定員
    - 国文科 334[注釈 3]/320
    - 保育科 526[注釈 3]/400
    - 音楽科 137[注釈 3]/100
    - 英文科 172[注釈 3]/160
    - 美術・デザイン科 114[注 21]/100
- 1986年
  - 4月1日 以下の通り入学定員増あり[注 22]。
    - 国文科 160→200
    - 英文科 80→120

  - 5月1日 学生数[47]/定員
    - 国文科 379[注釈 3]/360
    - 保育科 536[注釈 3]/400
    - 音楽科 129[注釈 3]/100
    - 英文科 208[注釈 3]/200
    - 美術・デザイン科 122[注 23]/100
- 1987年
  - 5月1日 学生数[48]/定員
    - 国文科 423[注釈 3]/400
    - 保育科 552[注釈 3]/400
    - 音楽科 135[注釈 3]/100
    - 英文科 265[注釈 3]/240
    - 美術・デザイン科 135[注 24]/100
- 1991年
  - 4月1日 以下の通り入学定員増あり[注 25]。
    - 英文科 120→160
    - 音楽科 50→70
    - 美術・デザイン科 50→70

  - 5月1日 学生数[54]/定員
    - 国文科 458[注釈 3]/400
    - 保育科 523[注釈 3]/400
    - 音楽科 142[注釈 3]/120
    - 英文科 337[注釈 3]/280
    - 美術・デザイン科 135[注 26]/120
- 1992年
  - 5月1日 学生数[注 27]/定員
    - 国文科 510[注釈 3]/400
    - 保育科 558[注釈 3]/400
    - 音楽科 135[注釈 3]/140
    - 英文科 381[注釈 3]/320
    - 美術・デザイン科 158[注 28]/140
- 1993年
  - 4月1日 この年度の入学生より、専攻科における保育専攻が大学評価・学位授与機構に認定される[57]。
  - 5月1日 学生数[58]/定員
    - 国文科 525[注釈 3]/400
    - 保育科 551[注釈 3]/400
    - 音楽科 139[注釈 3]/140
    - 英文科 371[注釈 3]/320
    - 美術・デザイン科 154[注 29]/140
- 1994年
  - 4月1日
    - 以下、減員あり[注 30]
      - 国文科 200→150
      - 保育科 200→150
      - 音楽科 70→55
      - 美術・デザイン科 70→60

    - 専攻科に以下の課程を増設する[注 31]。
      - 美術・デザイン専攻 入学定員25名

  - 5月1日 学生数[63]/定員
    - 国文科 444[注釈 3]/350
    - 保育科 467[注釈 3]/350
    - 音楽科 142[注釈 3]/125
    - 英文科 389[注釈 3]/320
    - 美術・デザイン科 155[注 32]/130
- 1995年
  - 4月1日
    - 学科名の改称あり[注 33]。
      - 国文科→国語国文科
      - 英文科→英語英文科

    - 専攻科に以下の課程を増設する[69]。
      - 国語国文専攻 入学定員20名

  - 5月1日 学生数[70]/定員
    - 国語国文科 183[注釈 3]/150
      - 国文科 180[注釈 3]/150

    - 保育科 373[注釈 3]/300
    - 音楽科 138[注釈 3]/110
    - 英語英文科 160[注釈 3]/160
      - 英文科 200[注釈 3]/160

    - 美術・デザイン科 151[注 34]/120
- 1996年
  - 4月1日 音楽科に男子学生を募集[注 35]。
  - 5月1日 学生数[72]/定員
    - 国語国文科 360[注釈 3]/300
    - 保育科 379[注釈 3]/300
    - 音楽科 151[注 36]/110
    - 英語英文科 313[注釈 3]/320
    - 美術・デザイン科 162[注 37]/120
- 1997年
  - 4月1日 この年度の入学生より、専攻科における保育専攻について以下の通りに変更される[73]。
    - 修業年限 1年制→2年制
    - 入学定員 10→20
- 1999年
  - 5月1日 学生数[74]/定員
    - 国語国文科 311[注釈 3]/300
    - 保育科 394[注釈 3]/300
    - 音楽科 117[注 38]/110
    - 英語英文科 166[注釈 3]/320
    - 美術・デザイン科 154[注 39]/120
- 2000年
  - 4月1日 以下、入学定員に変更あり[注 40]。
    - 国語国文科 150→126
    - 英語英文科 160→116[注釈 7]
    - 美術・デザイン科 60→80[注釈 7]
- 2001年
  - 4月1日
    - 以下、学科名の改称及び入学定員減あり[注 41]。
      - 国語国文科→日本語日本文学科 126→122
      - 英語英文科 116→112

    - 以下の学科については、この年度で学生募集を最終とする[注 42]。
      - 美術・デザイン科[注 43]
- 2002年
  - 4月1日
    - 以下、入学定員減あり[注 44]。
      - 日本語日本文学科 122→118
      - 英語英文科 112→108

    - 専攻科における以下の課程については、この年度で学生募集を最終とする[注 45]。
      - 美術・デザイン専攻[注 46]
- 2003年
  - 4月1日 以下、入学定員減あり[注 47]。
    - 国語国文科 118→114
    - 英語英文科 108→104
- 2004年
  - 1月 平成16年度大学入試センター試験参加短期大学の1校となる[注 48]。
  - 4月1日 以下、入学定員の変更あり[注 49]。
    - 日本語日本文学科 114→80
    - 英語英文科 104→80
    - 保育科 150→200[注 50]
- 2013年
  - 4月1日 常葉学園短期大学を常葉大学短期大学部に改称[注 51]。
- 2014年
  - 1月 平成26年度大学入試センター試験参加短期大学の1校となる[96]。
- 2015年
  - 1月 平成27年度大学入試センター試験参加短期大学の1校となる[97]。
- 2016年
  - 1月 平成28年度大学入試センター試験参加短期大学の1校となる[98]。
  - 4月1日 以下、減員あり[注 52]。
    - 日本語日本文学科 80→50
    - 英語英文科 80→40
    - 音楽科 55→40
- 2017年
  - 4月1日 専攻科における以下の課程については、この年度で学生募集を最終とする[注 53]。
    - 国語国文専攻[注 54]
- 2018年
  - 4月1日
    - 保育科の入学定員を200→150に減員[注 55]。
    - 日本語日本文学科と保育科が常葉大学静岡草薙キャンパスに、音楽科が静岡瀬名キャンパスにそれぞれ移転。
- 2019年
  - 4月1日 専攻科において、以下減員あり[注 56]。
    - 音楽専攻 20→10
- 2020年
  - 4月1日
    - 以下、入学定員に変更あり[注 57]。
      - 日本語日本文学科 50→60
      - 音楽科 40→30

    - 専攻科における以下の課程については、この年度で学生募集を最終とする[注 58]。		
      - 保育専攻
- 2021年
  - 4月1日 以下、入学定員に変更あり[109]。
    - 日本語日本文学科 60→65
    - 音楽科 30→25

## 基礎データ

### 所在地
- 草薙キャンパス（静岡市駿河区弥生町6-1）
- 短大瀬名校舎（静岡市葵区瀬名2-2-1）

#### 過去にあったキャンパス
- 菊川キャンパス（静岡県小笠郡菊川町[注 59]半済1550）現.常葉大学附属菊川高等学校敷地内

### 象徴
- カレッジマークは葉っぱの形を輪郭に、その中央部に「Tokoha」の「T」が記されたものとなっている[注 60]。
- カレッジソングについては右記資料を参照のこと[112]。

## 教育および研究

### 組織

#### 学科
- 日本語日本文学科 入学定員65名[1]
- 保育科 入学定員150名[1]
- 音楽科 入学定員25名[1]

##### 過去にあった学科
- 美術・デザイン科 入学定員80名[注 61]
- 英語英文科 入学定員40名[注 62]

#### 専攻科
- 保育専攻 入学定員20名[注 63]
- 音楽専攻 入学定員10名[1]
  - 大学評価・学位授与機構に認定

##### 過去に設置されていた課程
- 美術デザイン専攻 入学定員25名[注 64]
- 国語国文専攻 入学定員20名[注 65]

#### 取得資格について
資格
- 保育士：保育科
- 司書：日本語日本文学科
- 司書教諭
  - 日本語日本文学科
  - 英語英文科

教職課程
- 中学校教諭二種免許状[注 66]
  - 国語
    - 日本語日本文学科に設置されていた[注 67]。

  - 英語
    - 英語英文科に設置されていた[注 68]。

  - 音楽
    - 音楽科[注 69]

  - 美術
    - かつての美術・デザイン科に設置されていた[注 70]
- 幼稚園教諭二種免許状
  - 保育科[注 71]
  - 英語英文科：2000年より子ども英語（のちの幼児英語）コースにて設けられる[123]。
- 学芸員が専攻科国語専攻・美術デザイン専攻にて設置されていた[要出典]。

#### 附属機関
- こども綜合研究センター
- ライフデザインセンター

### 研究
- 『常葉女子短期大学紀要』[注釈 1]
- 『常葉学園短期大学紀要』[125]
- 『常葉国文』[126]
- 『国文瀬名』[127]
- 『常葉英文』[128]

## 学生生活

### 部活動・クラブ活動・サークル活動
- 常葉大学短期大学部のクラブ活動一覧（一部）
  - 体育系：テニス・バドミントン・バレーボール・スキー・柔道ほか
  - 文化系：茶道・箏曲・ボランティア・ビオトープ・美術・児童文化・合唱・吹奏楽・能楽・カルタ・軽音楽ほか

### 学園祭
- 常葉大学短期大学部の学園祭は「橘香祭（きっかさい）」と呼ばれ毎年11月に行われていたが、現在は四年制大学と合同で「心薙祭（こなぎさい）」として行われている。

## 大学関係者と組織

### 大学関係者組織
- 同窓会組織があり、2008年度で第40回目を迎えている。同窓会組織により『しとらすGreen』と称した雑誌が発行されている

### 大学関係者一覧
- 斎藤達雄：音楽科の創設に尽力、のち学長を務めた。

## 出身者
- 久保ひとみ:ローカルタレント

## 施設

### 草薙キャンパス
- 使用学科：日本語日本文学科・保育科
- 使用専攻科：保育専攻
- 使用附属施設：なし
- 交通アクセス：JR東海道本線草薙駅北口より徒歩10分

### 静岡瀬名キャンパス
- 使用学科：音楽科
- 使用専攻科：音楽専攻
- 使用附属施設：なし
- 交通アクセス：JR東海道本線静岡駅下車。同駅よりしずてつジャストラインバスで「常葉短大入口」または「東部団地」バス停留所下車。
- JR東海道本線草薙駅より同交通機関で「草薙瀬名新田線」で「常葉短大入口」バス停で下車する方法もある。
- 設備：

### 旧菊川キャンパス
- 使用学科：美術・デザイン科
- 使用専攻科：美術デザイン専攻

## 対外関係

### 他大学との協定
- カールトン大学（カナダ）

### 関連施設・学校など
- 学校法人常葉大学

大学・大学院
- 常葉大学

専門学校
- 常葉大学医療専門学校
- 常葉大学静岡リハビリテーション専門学校

高等学校
- 常葉大学附属常葉高等学校
- 常葉大学附属橘高等学校
- 常葉大学附属菊川高等学校

中学校
- 常葉大学附属常葉中学校
- 常葉大学附属橘中学校
- 常葉大学附属菊川中学校

小学校
- 常葉大学教育学部附属橘小学校

幼稚園
- 常葉大学短期大学部附属とこは幼稚園
- 常葉大学短期大学部附属たちばな幼稚園

その他施設
- 常葉美術館
- 常葉スイミングスクール

### 過去にあった姉妹校
- 常葉学園富士短期大学：1999年度をもって学生募集を終了、2001年廃止。現在の常葉大学富士キャンパス

## 社会との関わり
- 保育や子育てに関する地域貢献
  - こども総合研究センターにて、保育や子育てに関する講座を開いたりしている。
- 補助金の不正受給に関する問題
  - 2002年度から2004年度にかけて、教授と助手の2名で行うべき授業を助手1名のみに担当させていた[129]。助手が単独で授業を行うのは学校教育法により禁じられているが、それを無視して助手1名での授業を強行していた[129][130]。また、教授が事実上この授業を担当していなかったにもかかわらず、常葉学園短期大学ではその分も含めて「私立大学等経常費補助金」を申請していた[129]。

学内で時間割作成を担当していた准教授が不審に思い、当時の学生らにアンケート調査を行ったところ、この教授から授業を受けた学生が誰もいなかったために発覚した。この准教授は2013年3月に静岡地方検察庁に刑事告訴したものの、同年6月に公訴時効を迎えてしまったため、翌年4月に静岡県庁舎にて記者会見を行い、この問題を公表した。
この教授は「補助金の申請は私学事業団と相談して決めていたから問題ない」と主張している。しかし、内部告発があったこともあり、常葉学園短期大学に公益通報調査委員会が設置される事態となった。補助金の不正受給問題について、文部科学省私学助成課は「補助金の不正が明らかになった場合は、個別の事案に応じて判断することになる」と説明したうえで、常葉大学短期大学部について「今後は補助金全体の2割か5割、あるいは全額がストップになる可能性もある」と指摘している。
教育職員免許状必須科目を無資格者が担当
助手が1名のみで担当していた授業の中には、教育職員免許状取得にあたっての必須科目が含まれていた。助手1名のみで担当した必須科目の履修者は、3年間でのべ600名近くに達している。助手単独での授業は学校教育法で認められていないことから、このような無資格者による必須科目を履修して教育職員免許状を取得した場合に問題はないのかという指摘がなされた。この点については、文部科学省大学振興課も「場合によっては、卒業生はもう一回、学び直す可能性が出てきます」と指摘している。教育職員免許状の問題について、常葉学園本部は公益通報調査委員会の調査報告を待ち、そのうえで「対応が必要であれば検討することになります」と説明している。

## 卒業後の進路について
- これまで、常葉学園大学への編入学者や常葉学園短期大学専攻科への進学者が多い傾向。

## 附属学校
- 常葉大学短期大学部附属とこは幼稚園
- 常葉大学短期大学部附属たちばな幼稚園